# Brain Dead 13
Brain Dead 13 é um jogo desenvolvido pela ReadySoft e lançado em 1995 e 1996 pela Coconuts Japan e ReadySoft em diferentes plataformas, incluindo MS-DOS, 3DO, CD-i, Jaguar CD, Microsoft Windows, PlayStation, Sega Saturn e iOS (2010).
No jogo, o jovem Lance, bem entendido em computadores, é chamado para consertar um computador em um castelo assustador. Depois de o reparar, descobre que seu cliente, Dr. Nero Neurótico, possui um plano diabólico para controlar o mundo. Rapidamente se vê diante de problemas sendo cassado por todo o castelo pelo Dr. Nero e seu ajudante psicótico Fritz.
O jogador deve então guiar Lance para a saída do castelo.
Na versão para iOS foram detectados vários bugs que foram corrigidos por uma atualização liberada em 2010. Esta versão do jogo o atualizou da versão 1.0 para a versão 1.1.

## Recepção
O jogo foi recebido pelo crítica com uma avaliação mediana, tendo marcado 68.12% no site GameRankings na versão para 3DO.